# 達田龍彦
達田 龍彦（たつた たつひこ、1926年（大正15年）10月27日 - ）は、昭和期の労働運動家、平和運動家、政治家。参議院議員（1期）。

## 経歴
長崎県 長崎市出身。1945年（昭和20年）長崎市立商業学校（現長崎市立長崎商業高等学校）を卒業した。
労働運動に加わり、全逓信労働組合（後の日本郵政公社労働組合）長崎県本部執行委員長、長崎県労働組合会議会長、原水爆禁止長崎県民会議会長、日本社会党長崎県本部副委員長などを務めた。
1965年（昭和40年）7月の第7回参議院議員通常選挙で長崎県地方区から社会党公認で出馬し次点で落選したが、当選者の田浦直蔵が死去したため、同年8月24日に繰り上げ当選し、参議院議員に1期在任した。この間、国土総合開発審議会委員、離島振興対策審議会委員、社会党長崎県本部顧問などを務めた。その後、第9回、第11回、第12回通常選挙に立候補したがいずれも次点で落選した。
2001年（平成13年）春の叙勲で勲三等瑞宝章受章。